# Statická rovnováha
Statická rovnováha je taková rovnováha, při které se nemění nejen stav systému, ale nedochází ani k jeho vnitřním změnám. 

## Potenciální energie rovnovážné soustavy
Ve statice platí, že má-li být soustava v rovnováze, musí být její potenciální energie stacionární. To znamená, že musí nabývat minimální, maximální nebo konstantní hodnoty. Pokud je minimální, těžiště soustavy je nejníže a při sebemenším vychýlení z rovnováhy potenciální energie roste a těžiště stoupá. Říkáme, že rovnováha je stabilní. Je-li maximální, těžiště i potenciální energie při vychýlení klesají a rovnováhu nazýváme labilní. Může nastat i případ rovnováhy volné. Pak se hodnota potenciální energie nemění, je konstantní. 

## Příklad
Příkladem statické rovnováhy je rovnovážná poloha v mechanice.